# 米子駅
米子駅（よなごえき）は、鳥取県米子市弥生町にある、西日本旅客鉄道（JR西日本）の駅である。

## 概要

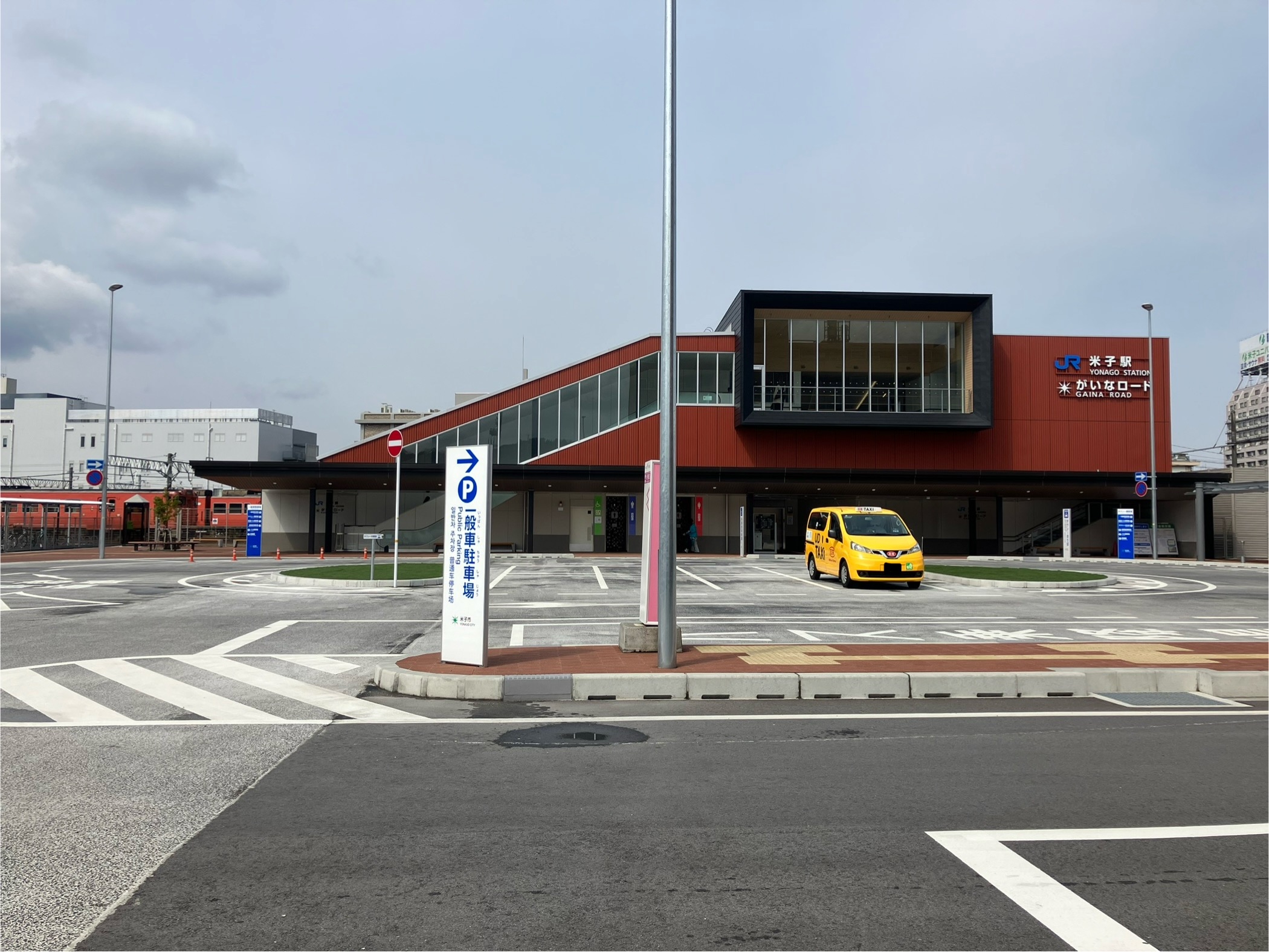
南口(2024年3月)

米子市の中心駅であるほか、西日本旅客鉄道山陰支社も隣接しており特急列車を含むすべての客扱い列車が停車する。ラインカラー境界駅でもあり、多くの列車の始発終着駅となっている。米子駅は、南北自由通路新設に伴うリニューアル工事を行っており、仮駅舎での営業となっていたが、（後述）2023年7月29日にリニューアル工事が完成した。
山陰本線を所属線としており、米子駅を起点とする境線を加えた2路線が乗り入れている。2駅隣の伯耆大山駅から分岐する伯備線の列車も運転系統上当駅を基点としており、事実上3路線4方向の列車が利用できる。ほか、境線の駅としての愛称「ねずみ男駅」が付与されている（後述）。
米子駅は管理駅長が配置された直営駅 であり、管理駅として山陰本線の中山口駅 - 東山公園駅間・伯備線の上石見駅 - 岸本駅間各駅および境線内の全ての駅を管轄している。
かつては鳥取県で唯一の 自動改札機設置駅であったが、2025年3月15日から鳥取駅と倉吉駅に導入されたことで、唯一ではなくなった。鳥取県及び山陰本線では3面6線と、最もホームの多い駅でもある。
かつては日本貨物鉄道（JR貨物）の貨物駅もあり、山陰本線のみ第二種鉄道事業免許を有していたが、2015年春のダイヤ改正以降に貨物列車の乗り入れが無くなり、その後山陰本線の事業免許も廃止されたため、貨物駅も廃止となった。
2016年2月より、米子駅から山陰本線鳥取方面には、A の路線記号と、鳥取二十世紀梨をイメージした黄緑（■）のラインカラーが、松江・出雲市方面には、D の路線記号と、日本海と宍道湖の夕日をイメージした朱色（■）のラインカラーが、伯備線新見・岡山方面には、Ｖ の路線記号と、ラインカラーは緑色（■）が、そして、境線境港方面のラインカラーは「日本海の海の色」をイメージする青色（■）、記号は C の路線記号が、それぞれ導入されている。ただし、当駅の運賃表にはラインカラーが導入されていなかったが、2019年10月1日より、導入された。
事務管コードは▲640728を使用している。

### 乗り入れる特急・快速列車
山陰本線
- 特急「スーパーまつかぜ」「スーパーおき」
- 快速「とっとりライナー」  観光列車「あめつち」

山陰本線から伯備線などへ直通
- 特急「やくも」
- 寝台特急「サンライズ出雲」

境線
- 臨時快速「みなとライナー」（多客期などに運転）

## 歴史

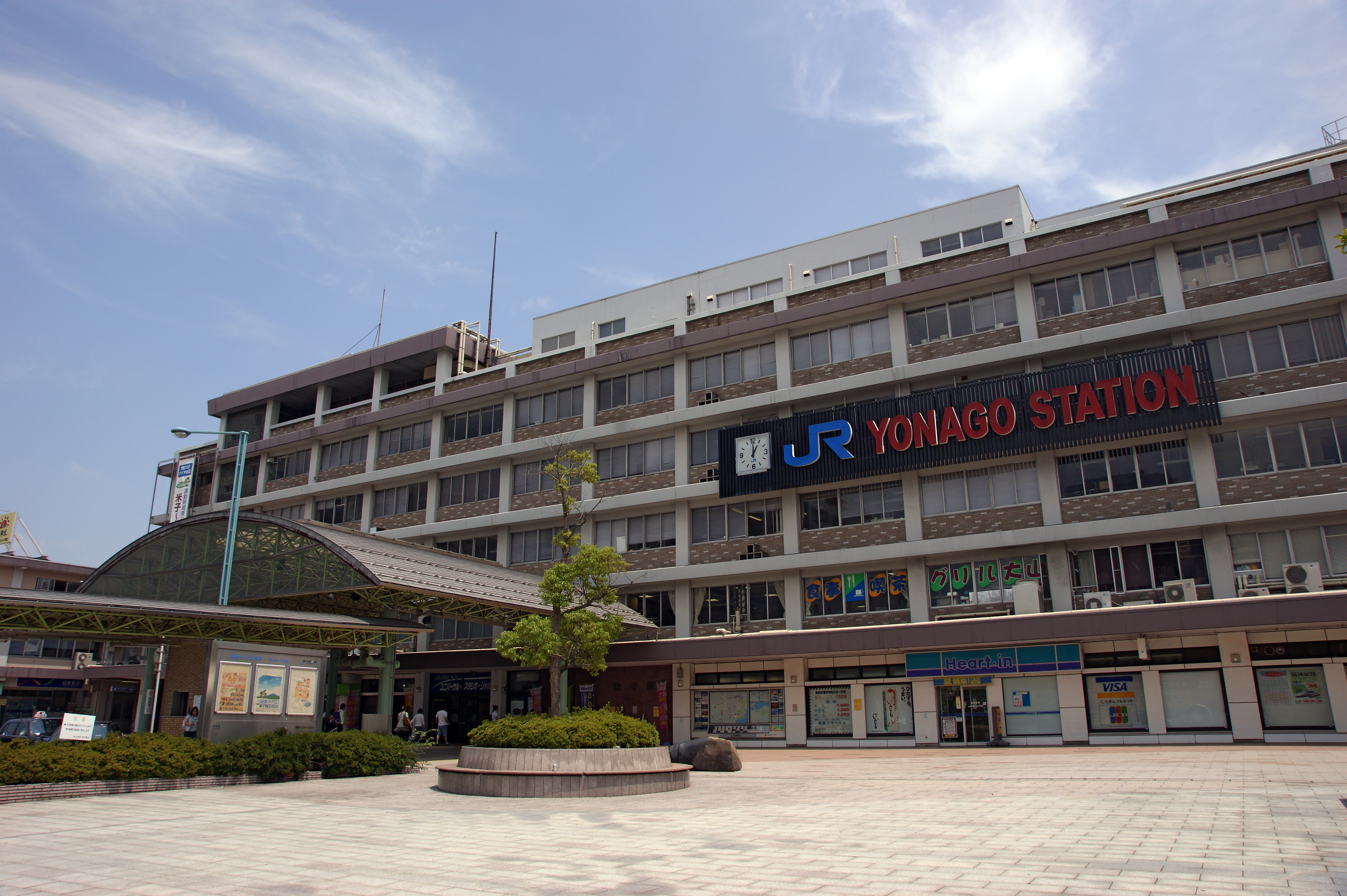
2代目米子駅駅舎（1963-2020）

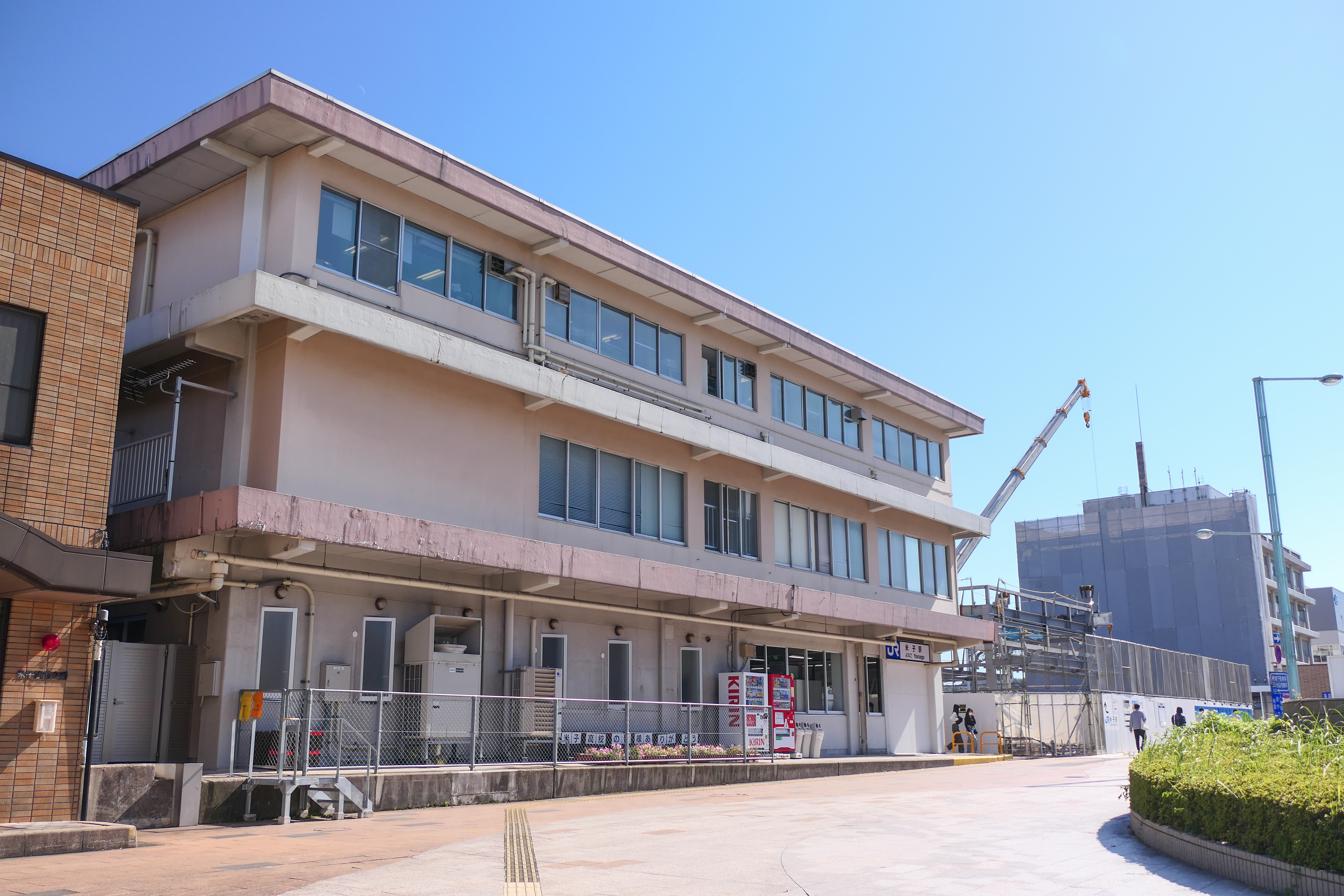
3代目駅舎工事中の仮駅舎（2020-2023）

1926年から1938年には路面電車の米子電車軌道が駅前に、1924年から1967年には鉄道路線の法勝寺電鉄線が駅付近にあった米子市駅よりそれぞれ発着していた。

### 年表
- 1902年（明治35年）11月1日：官設鉄道の境駅（現：境港駅） - 御来屋駅間開業に伴い設置され、旅客・貨物の取り扱いを開始する[10]。
- 1908年（明治41年）4月5日：当駅から安来駅までが開業し、米子駅 - 境駅間は支線扱いとなる。
- 1909年（明治42年）10月12日：路線名称制定により、鳥取駅 - 米子駅 - 松江駅間は山陰本線、当駅 - 境駅間は境線となる。
- 1963年（昭和38年）2月1日：米子鉄道管理局庁舎と米子駅を兼ねる総合庁舎が竣工[11]。
- 1973年（昭和48年）6月25日：旅行センターの営業を開始[12]。
- 1987年（昭和62年）4月1日：国鉄分割民営化により、西日本旅客鉄道（JR西日本）・日本貨物鉄道（JR貨物）の駅となる[4]。
- 1993年（平成5年）12月：JR貨物の米子駅と岡山機関区米子派出（貨車検修基地）等の機能を統合し、米子総合鉄道部を設置[13]。
- 2005年（平成17年）3月17日：通称として「ねずみ男駅」の使用を開始する。また、ねずみ男の像が設置される。
- 2011年（平成23年）3月24日：JRおよび国と米子市が事業費を負担し、バリアフリーに対応した駅構内の跨線橋や多機能トイレなどの使用を開始する[14]。
- 2015年（平成27年）
  - 3月14日：伯耆大山駅への貨物駅機能統合により、貨物列車ならびにトラック便の発着が無くなる[広報 1]。
  - 4月1日：JR貨物の駅が正式に廃止され、貨物の取り扱いが終了[7]。
- 2016年（平成28年）
  - 2月4日：路線記号・ラインカラーの導入が発表される[8]。
  - 時期不明：1・2番のりばに、LEDで光る「やくも」の乗車位置案内が設置される。
  - 11月5日：自動改札機の利用開始[15][広報 2]。
  - 12月17日：ICカード「ICOCA」の利用が可能となる[16][広報 2]。
- 2017年（平成29年）10月1日：南北一体化事業に伴う工事のため、駅構内にあったセブン-イレブン、おみやげ楽市が駅前広場の仮設店舗に移転した。また、売店なども閉鎖された。
- 2020年（令和2年）9月5日：駅橋上化工事に伴い、仮駅舎に移転[17]。
- 2021年（令和3年）3月6日：3月中旬に南北自由通路の工事に着手するため駅南広場予定地にて、安全祈願祭を開催[18]。
- 2023年（令和5年）7月29日：新駅舎、駅ビル「シャミネ米子」、南北自由通路の供用を開始[広報 3][19]。みどりの券売機プラスを導入[2][3]。
- 2024年（令和6年）4月6日：この日より発車メロディとしてOfficial髭男dismの楽曲「Pretender」を0番のりば以外で採用[広報 4]。
  - 夏頃：北口ロータリーの工事が実施される。

## 駅構造

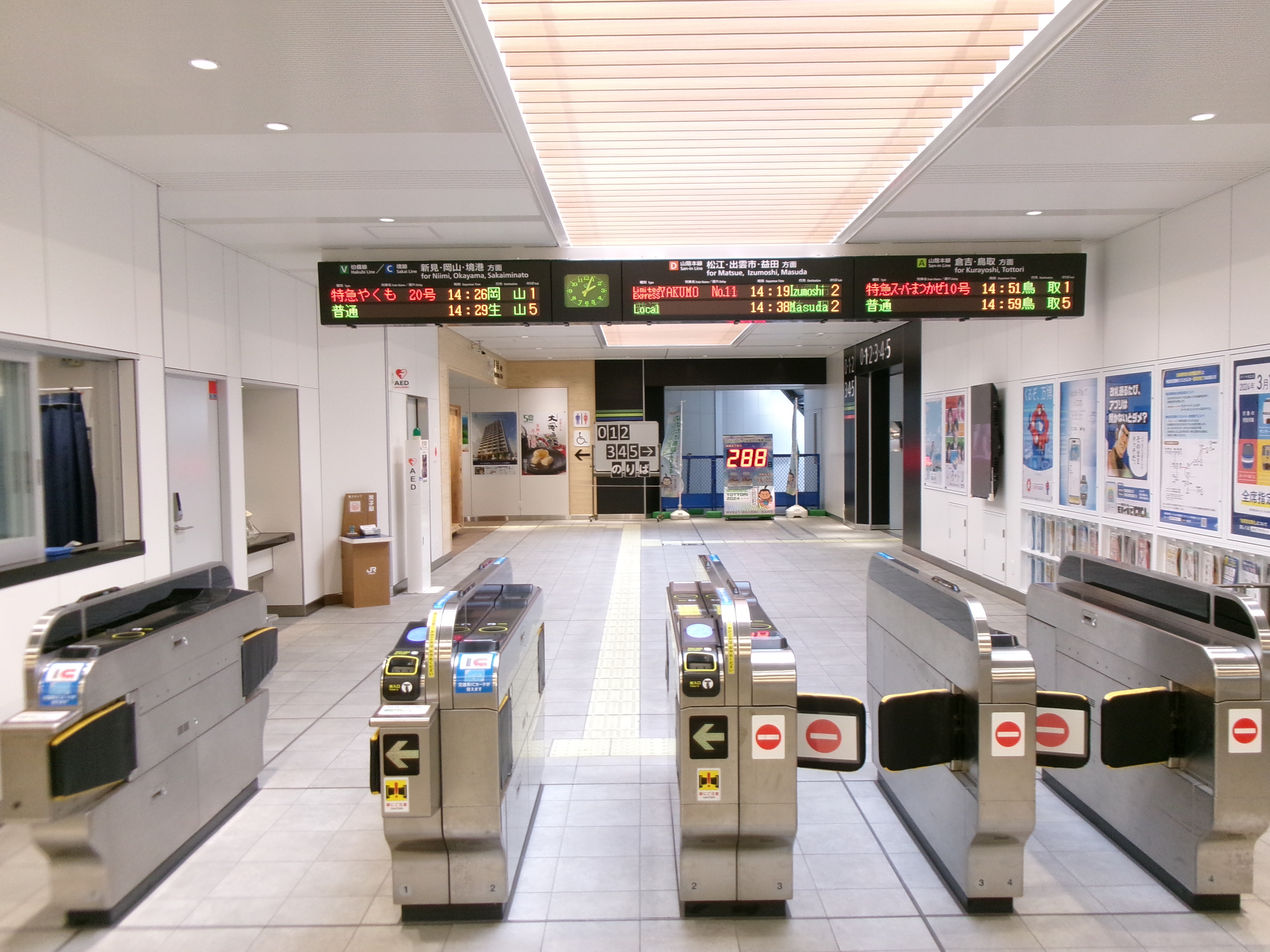
改札口（2024年1月）

島式ホーム3面6線を有する地上駅。北口と南口は延長約140m、幅員約6mで24時間通行可能な米子駅南北自由通路（がいなロード）でつながれている。この「がいなロード」の完成とともに橋上駅舎となり、改札口・コンコースは2階へと変更になった。また、全てのホームにエレベーター、エスカレーターも設置された。境線専用の0番のりば（霊番のりば）は1番のりばホームの東側の切り欠き部にある。各ホーム同士は駅舎とは反対側の跨線橋でも連絡しているが、こちらは階段のみである。かつては1番のりばと2番のりばの間にホームのない中線があり、機回しや貨物列車の待避・通過に使用されたほか後藤総合車両所へ向かう列車が待避・発車していた。
2023年（令和5年）7月、新駅舎2階に特急やくもの新型車両のデザインをイメージした「やくもラウンジ」が設置された（2025年3月までに出雲市駅や松江駅にも「やくもラウンジ」が設置された）。
みどりの窓口、自動券売機、みどりの券売機、みどりの券売機プラスが設置されている。

### のりば
| のりば     | 路線     | 方向 | 行先                   | 備考                                    |
| ---------- | -------- | ---- | ---------------------- | --------------------------------------- |
| 0          | 境線     | -    | 後藤・境港方面         | ※折り返し運転時のみ。一部列車を除く     |
| 1          | 山陰本線 | 上り | 倉吉・鳥取方面         | 全ての特急含む                          |
| 1          | 伯備線   | -    | 新見・倉敷・岡山方面   | 全ての特急含む                          |
| 2・3・4・5 | 山陰本線 | 下り | 松江・出雲市・益田方面 | 特急は主に2番のりば 一部特急は3番のりば |
| 2・3・4・5 | 山陰本線 | 上り | 倉吉・鳥取方面         | 快速・普通のみ                          |
| 2・3・4・5 | 伯備線   | -    | 新見・倉敷・岡山方面   | 普通列車のみ                            |

配線上では1番のりばが山陰上り本線、2番のりばが山陰下り本線となっており、特急列車は一部の例外を除いてこれらのホームに発着する。2番のりばからは伯耆大山方面への折り返しが出来るようになっている一方、1番のりばからは松江方面への発車はできない（出発信号機がないため）。2023年3月のダイヤ改正までは、山陰本線（倉吉・鳥取方面）と境線（境港方面）を直通運転する列車は山陰本線4番ホームに発着し、スイッチバックを行っていた。
安来方面からの列車が、米子駅の2-5番のりばに進入する際に下り線上を横断する場合と、3-5番のりばから上り方面に発車する場合、下り線上を横断する場合は平面交差となっている。
2024年4月6日より、1-5番のりばの発車メロディに音楽バンド・Official髭男dismの楽曲「Pretender」が採用されている。1番のりばと2-5番のりばでアレンジは異なる。

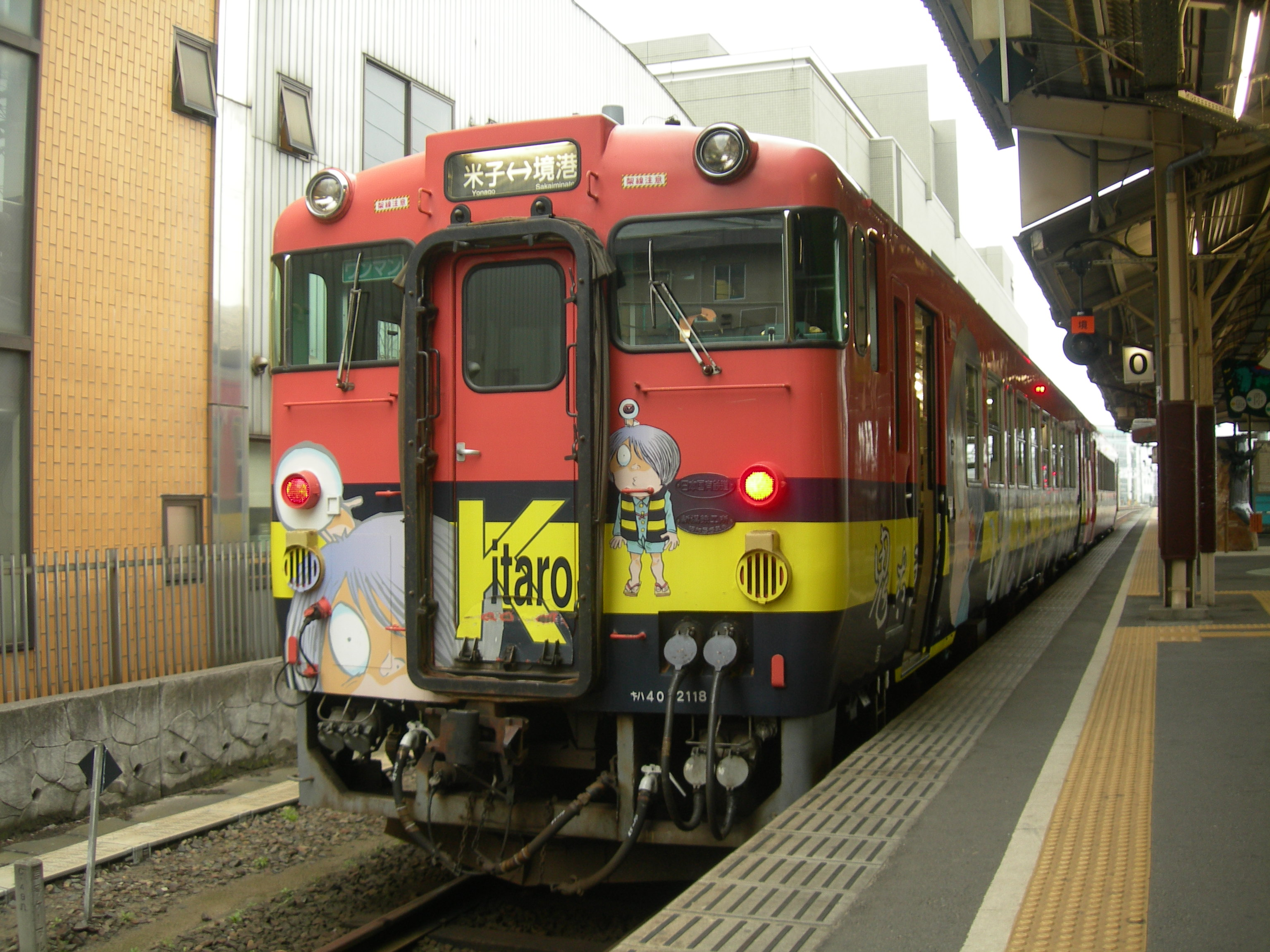
0番のりば
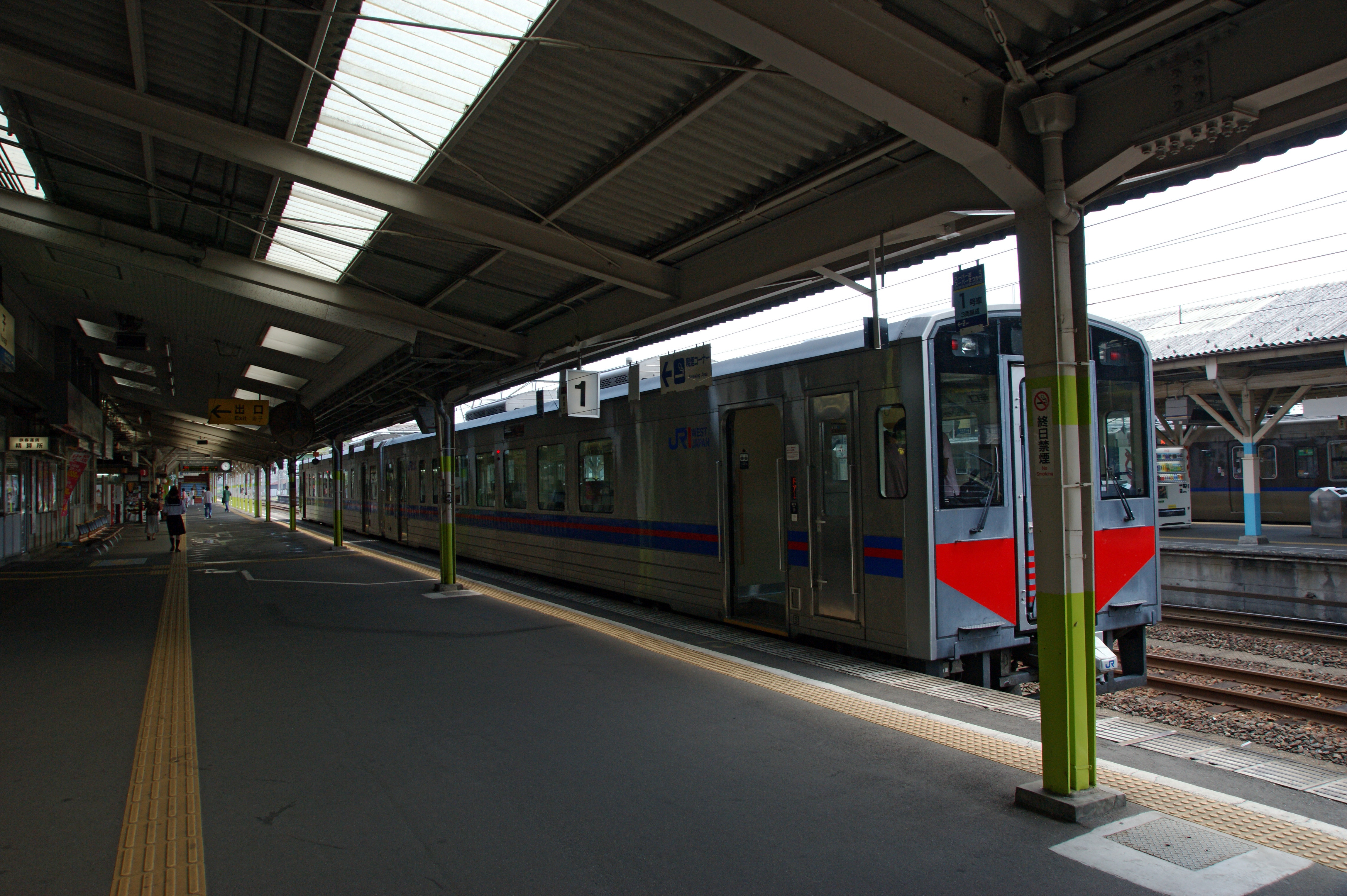
1番のりば
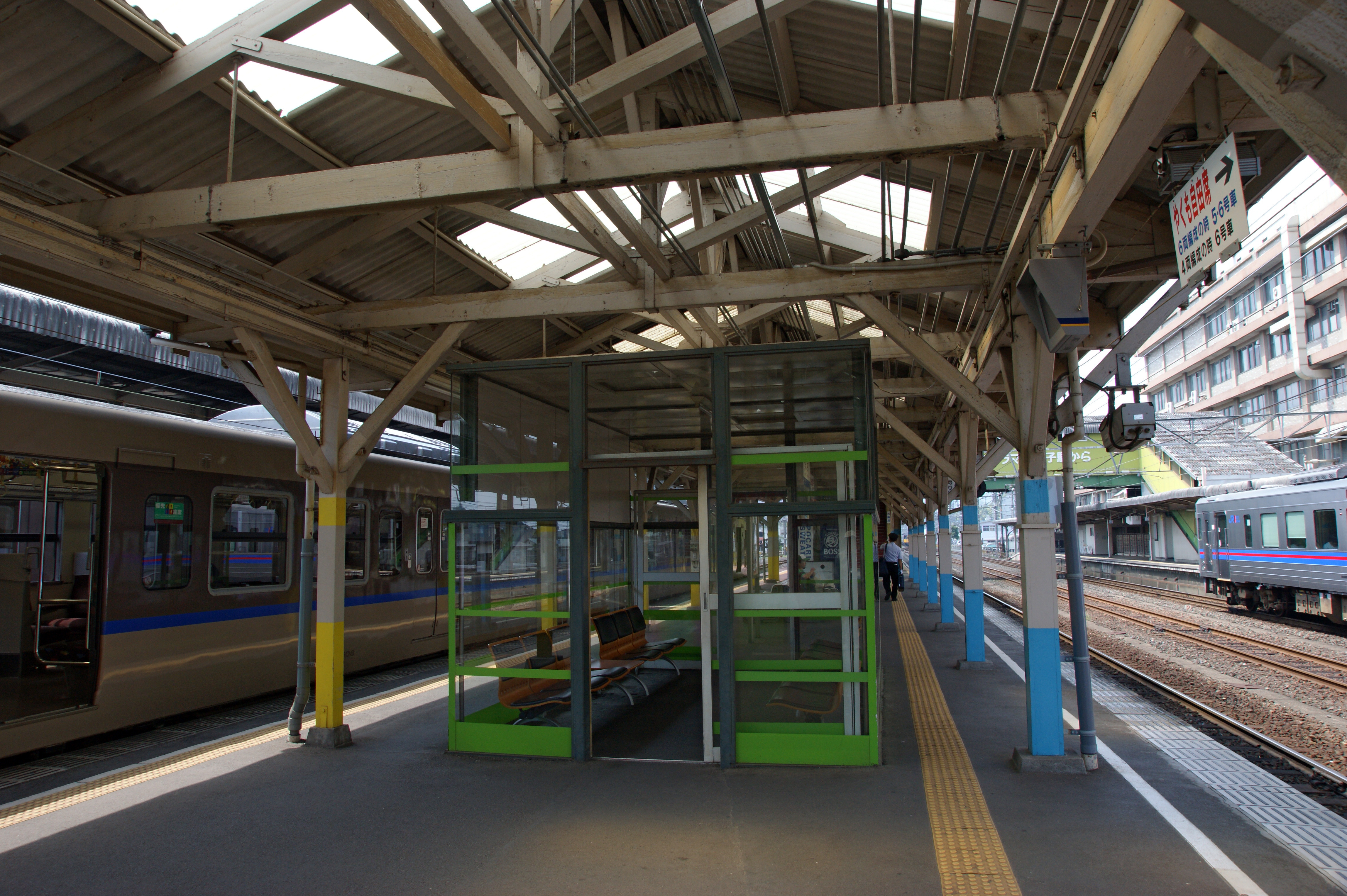
2・3番のりば

#### 霊番のりば
境線が発着する0番のりばは、番号の読みである「れい」に掛けて「霊番のりば」とも呼称されていた。
同線は沿線にある境港市が水木しげる（漫画家）の出身地であることに因み、『ゲゲゲの鬼太郎』のイラストを描いた「鬼太郎列車」を運行するなど同作品の世界観を用いた旅客誘致がなされており、のりば呼称もその一環である。2005年3月17日には、木彫りのねずみ男の像を設置するとともに「ねずみ男駅」の通称の使用を開始した。ただし2020年現在、乗り場表記は通常の「0番乗り場」となっている。
同線では、鬼太郎などが描かれたフルラッピング列車も運行している。境線ホームは非電化である。

### 駅舎内の主な施設
- シャミネ米子
  - セブンイレブン
  - おみやげ楽市
  - リトルマーメイド
  - コクミン
  - ジュピター
  - 炭焼牛タン東山
- 米子市国際観光案内所

### 駅舎外の主な施設
- JR西日本山陰支社
  - 米子運転所
  - 米子車掌区
  - 後藤総合車両所米子支所(旧運用研修センター)
  - 日本旅行米子支店
- 鳥取県警察鉄道警察隊本隊・米子分駐隊
- JR西日本米子メンテック
- 日本交通米子駅前バスターミナル

## 南北一体化事業
米子駅は山陰地方の他の主要駅（鳥取駅・倉吉駅・松江駅・出雲市駅・浜田駅など）のような「南北両側に出入口がある駅」ではなく、駅ビルや駐車場、タクシー乗降場やバスターミナルなどの施設が駅の北側（明治町・末広町方面）に集中しており、南側（目久美町方面）には駅への出入口がないため直接的には駅を利用できなかった。また駅の東側に踏切があるが、営業列車や回送列車がこの踏切を頻繁に通過するため遮断機が下りている時間が長い「開かずの踏切」の状態であり、南北間の歩行者の交通の妨げにもなっていた。
この課題を解決するべく、米子市では1995年（平成7年）の米子駅周辺整備計画調査を機に南北自由通路の設置及び駅南地区の開発を中心とする南北一体化事業を計画し、JR西日本米子支社・鳥取県との間で協議が行われている。
計画では、現在の駅ビルの約3分の2を取り壊し、跡地の一部に2階建ての半橋上駅舎を建設する予定であった。これを北口とし、その2階と幅員6mの南北自由通路を連結。南口には駅南広場を新たに整備し、北口同様タクシー乗降場を設け、その他一般車両駐車場や駐輪場・バス乗降場などを整備する予定であった。なお、これらは2023年（令和5年）7月29日に供用を開始した。また、新駅ビルについても、自由通路供用開始と同時期に開業できるようJRが検討している。これに伴い、米子駅ビル内に入居していたJR西日本米子支社は、駅隣接地に新築した新支社ビルに移転した。
この南北自由通路完成後は、愛称を「がいなロード」とし、併せて駅ビルも松江・鳥取と合わせる形で「シャミネ米子」と命名することになった。地上鉄骨2階建て・セブン-イレブンや飲食店、物販・土産物店など6店舗がテナントとして入居している。南北一体化に合わせてエスカレーターの注意喚起アナウンスに米子弁を使用したものが混ざるようになった（「顔や手を手すりの外に出したらいけんよ」など）。南口エスカレーターを降りた先にはフォトスポットが設けられている。

### バリアフリー化
南北一体化事業の一環として、2011年（平成23年）3月24日の始発から各ホームにエスカレーター（上りのみ）とエレベーターを備えた新たな陸橋が完成し、使用を開始した。この陸橋の完成により、当駅に停車する列車は新陸橋に合わせ停止位置をずらすようになったため、以前より東西に1箇所ずつあった陸橋のうち、西側の陸橋が閉鎖された。

## 駅弁
製造販売業者の「米吾」が直営店として、1902年（明治35年）の米子駅開業時に駅構内での営業許可を得て以来1世紀以上にわたり駅弁を売り続けている。米子駅南北自由通路整備事業に伴い、2020年（令和2年）9月4日をもって直営店を閉店し、同年9月5日以降はおみやげ楽市で販売している(一部弁当を除く)。
主な駅弁は下記の通り。
- 吾左衛門鯖（鯛）
- 吾左衛門鯖（鱒）
- 吾左衛門鯖（蟹）
- 吾左衛門鮓（鯖）
- 吾左衛門弁当
- 吾左衛門本舗 蟹
- 大山おこわ弁当
- 吾左衛門本舗 鯖
- 伯耆物語
- かにずし
- 大山鶏の鶏三昧弁当
- 吾左衛門鮓鯖5貫セット

## 利用状況
「数字で知る米子市」によると、米子駅の2023年（令和5年）度の1日平均乗車人員は3,106人である。
各年度の1日平均乗車人員は以下の通りである。
| 年度   | 1日平均 乗車人員 |
| ------ | ---------------- |
| 2005年 | 4,204            |
| 2006年 | 4,052            |
| 2007年 | 4,028            |
| 2008年 | 3,919            |
| 2009年 | 3,668            |
| 2010年 | 3,706            |
| 2011年 | 3,670            |
| 2012年 | 3,702            |
| 2013年 | 3,763            |
| 2014年 | 3,554            |
| 2015年 | 3,714            |
| 2016年 | 3,728            |
| 2017年 | 3,722            |
| 2018年 | 3,699            |
| 2019年 | 3,535            |
| 2020年 | 2,450            |
| 2021年 | 2,491            |
| 2022年 | 2,764            |
| 2023年 | 3,106            |

## 貨物駅
かつて鳥取県米子市陰田町331-2にあったJR貨物の貨物駅で、旅客駅の南西にあった。通称を米子操車場と称している。しかし、2015年3月14日ダイヤ改正より伯耆大山駅の新設コンテナホームが供用を開始したため、当駅の機能は伯耆大山駅に集約された。これにより、当駅に発着する定期貨物列車は、伯耆大山駅に終点変更される形で全廃され、山陰本線伯耆大山駅 - 東松江駅間の貨物取扱い自体も同年4月1日付で廃止されている。
2015年3月14日ダイヤ改正以前は西岡山駅との間に2往復、伯耆大山駅との間に1往復の貨物列車が運行されていたほか、東松江オフレールステーションとの間にトラック便が設定されていた。トラック便についても、2015年3月14日ダイヤ改正より伯耆大山駅への発着に変更された。
貨物取扱を行っていた当時、構内には貨車の交番検査等を行う検修基地があり、国鉄時代は米子客貨車区に属していた。国鉄分割民営化により、この貨車検修基地は1987年（昭和62年）4月以降岡山機関区米子派出としてJR貨物の所属となり、1993年（平成5年）12月にJR貨物の米子駅等と統合され、米子総合鉄道部となっていた。貨物駅機能の伯耆大山駅への移転後は、『貨物時刻表』（鉄道貨物協会発行）の「機関区・貨車区・車両所・保全技術センター・保全区所在地」頁には米子地区に総合鉄道部の記載がなくなっている。

### 取扱貨物
- コンテナ貨物
  - 12ftコンテナ、20 ft・30 ftの大型コンテナ、20 ftのISO規格海上コンテナを取り扱っていた。
- 臨時車扱貨物

産業廃棄物・特別産業廃棄物の取扱許可を得ていた。

### 駅構造
コンテナホーム2面、コンテナ荷役線3本、その他数本の留置線群や着発線群を有する。営業窓口であるJR貨物米子営業所を併設していたが、こちらも伯耆大山駅へと移転した。2015年3月14日のダイヤ改正で伯耆大山駅への発着に変更された後も、二棟の建物は取り壊されておらず残っていた。2018年7月現在では一棟のみ取り壊されているが、もう一棟と操車場跡地のレールは残されている。

## 駅周辺

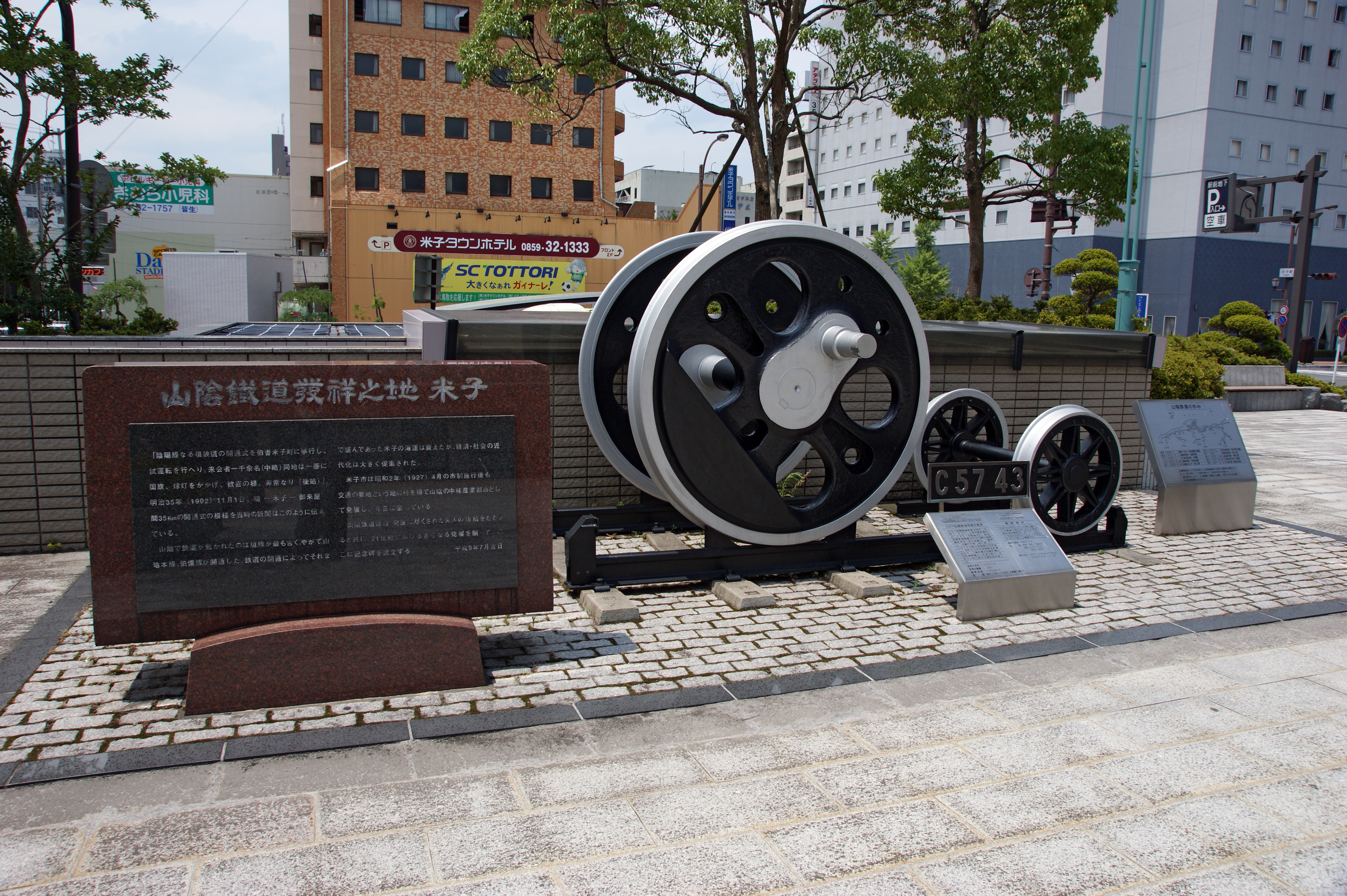
山陰鉄道発祥地の碑

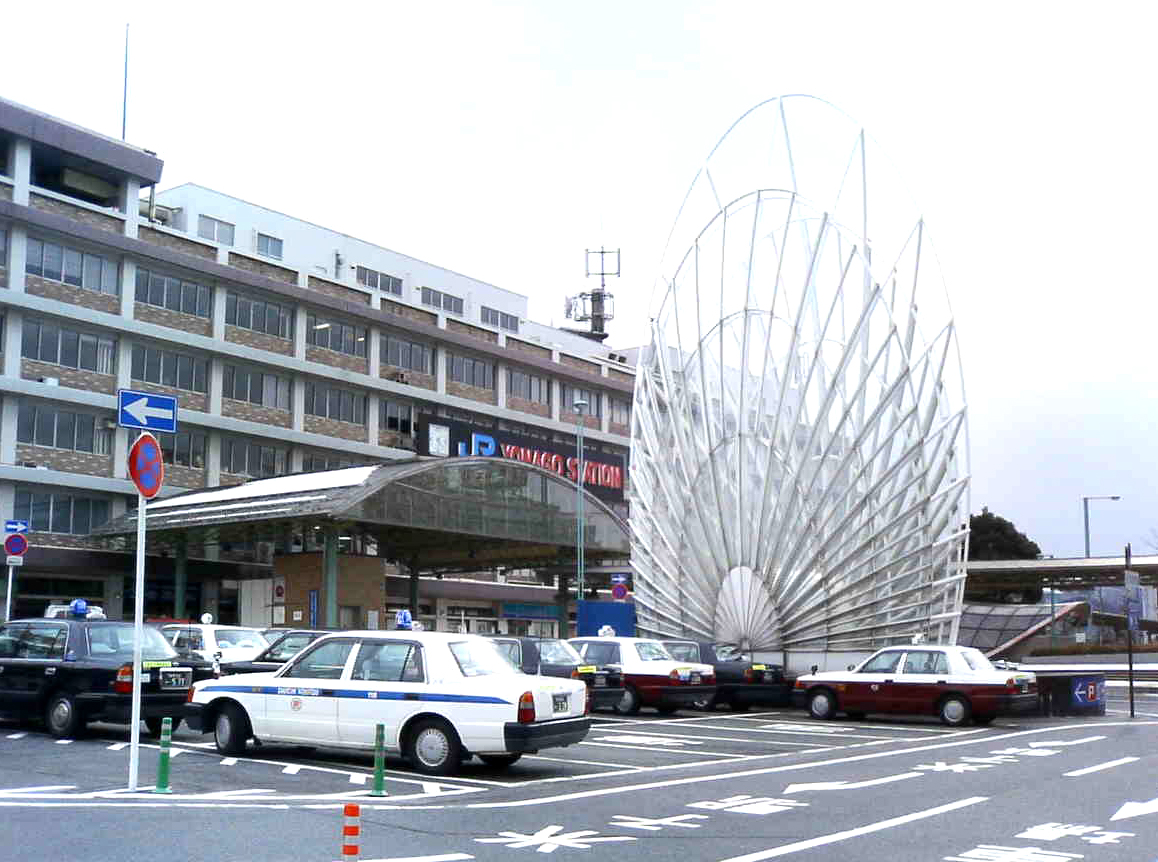
駅舎と米っ子合掌像

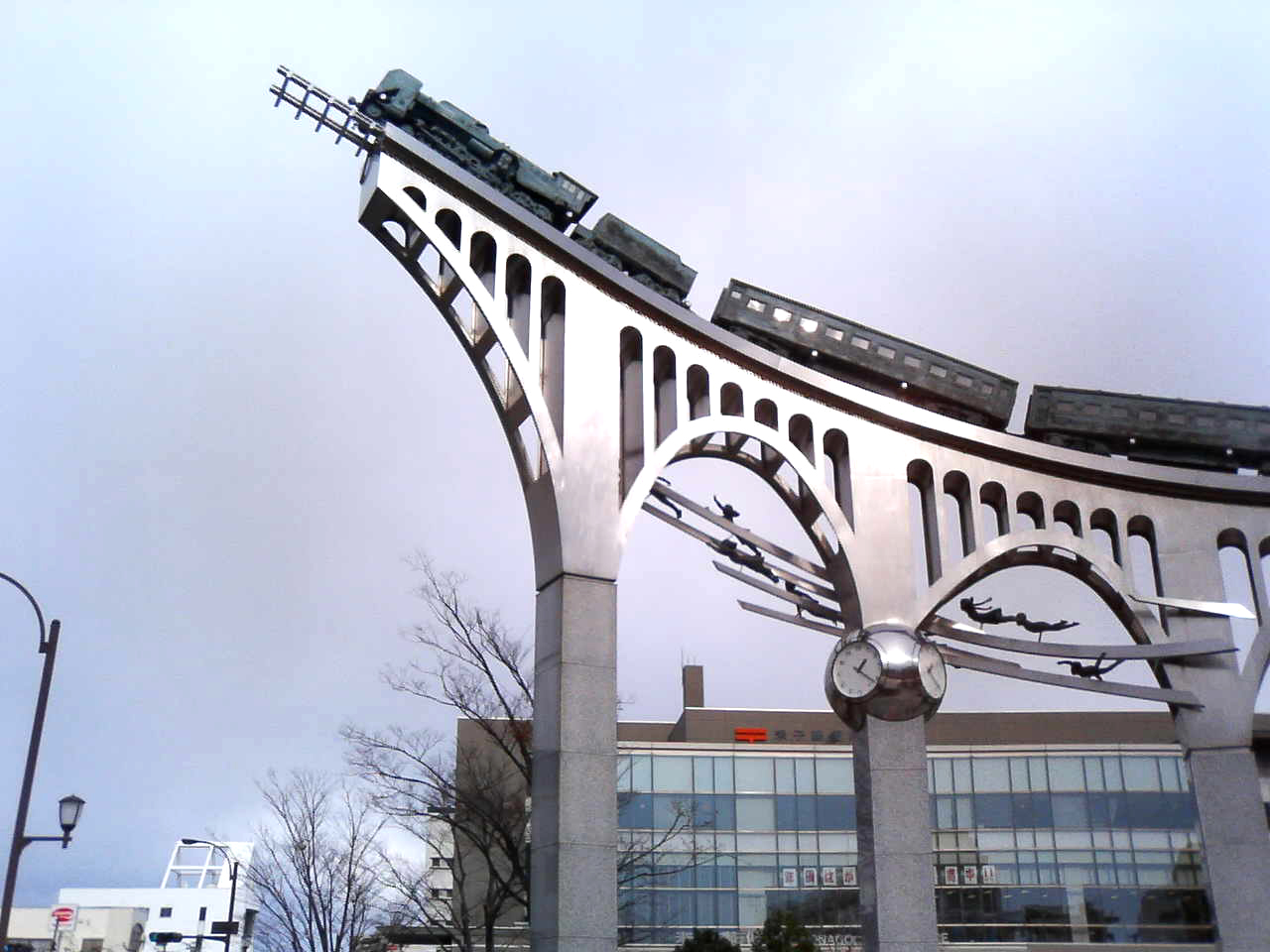
だんだん広場のモニュメント

駅の東側には「だんだん広場」があり、山陰で初めての鉄道路線を記念した記念碑やモニュメントなどがある。
公共施設など
- 米子市役所
- 米子市美術館
- 米子市立図書館
- 米子商工会議所
- 山陰歴史館（旧 市役所）
- 米子コンベンションセンター
- 米子市文化ホール
- 湊山公園[広報 7]
  - 旧湊山球場 -  2020年（令和2年）9月22日をもって廃止。
  - 湊山庭球場
  - 米子市児童文化センター[広報 8]
  - 米子城跡
- やまつみスポーツクラブ : NPO法人やまつみスポーツクラブが運営している。

文教施設
- 鳥取大学医学部（米子キャンパス） : 医学科・生命科学科・保健学科が置かれている。
  - 鳥取大学医学部附属病院
    - 鳥取県赤十字血液センター西部出張所（献血ルーム）

主な商業施設・企業
- イオン米子駅前店（旧 米子駅前サティ）
- 中国電力鳥取支社米子営業所

主な宿泊施設
- ANAクラウンプラザホテル米子
- 米子ワシントンホテルプラザ
- ホテルハーベストイン米子
- 東横イン米子駅前
- スーパーホテル米子駅前

金融機関など
- 米子郵便局
- 鳥取銀行米子商工会議所支店
- 山陰合同銀行米子支店

その他
- 鳥取県道28号米子停車場線
- 鳥取県道102号米子広瀬線

## バス路線

### バスのりば案内

#### 米子駅構内
1997年に完成したバスターミナル。構内は島式のバスターミナルとなっており、バスはバスターミナル北東側に進入口が、南西側に退出口があり構内は時計回りで走行する。バスターミナル北東側からおりば・1 - 4番の各のりばがあり、1 - 4番のりば北西側に並行する形で5 - 7番の各のりばがあり、その北西側に並行する形で高速バス乗降用のりばの9番のりばがある。
2020年4月1日より路線番号が導入され、すでに導入済みの安来市広域生活バス（イエローバス）を除き、路線番号の十の位は同日以降ののりば番号と連動している。これに伴い、のりば番号が下記の通り変更された。
- （旧）0番のりば（末期は使用停止） → 廃止
- （旧）1番のりば → （新）4番のりば
- （旧）2番のりば → （新）3番のりば
- （旧）3番のりば → （新）2番のりば
- （旧）4番のりば → （新）1番のりば
- （旧）5番のりば → （新）おりば
- （旧）6番のりば → （新）7番のりば
- （旧）7番のりば → （新）6番のりば
- （旧）8番のりば → （新）5番のりば
- （旧）米子市文化ホール前のりば → （新）0番のりば

##### 路線バス・空港リムジンバス・シャトルバス
| のりば                   | 運行事業者          | 系統・行先 | 備考                                                        |
| ------------------------ | ------------------- | --- | ----------------------------------------------------------- |
| おりば                   | 降車専用            | 降車専用 |                                                             |
| 1                        | 日交バス 日ノ丸バス | 11：だんだんバス（だんだんコース） 12：だんだんバス（歴史コース） 13：だんだんバス（まちなかコース）                                      | 米子市循環バス。米子市運営委託                              |
| 2                        | 日交バス 日ノ丸バス | 21：皆生温泉観光センター 23：イオンモール日吉津                                                                                           | 両系統共に競合路線                                          |
| 2                        | 日ノ丸バス          | 22：まいにちループ右回り（皆生日吉津循環線） 24：新開・西部消防局前                                                                       |                                                             |
| 3                        | 日交バス            | 32：労災病院 33：イオンモール日吉津 35：三柳住宅団地 36：富益真誠会前                                                                     |                                                             |
| 3                        | 日交バス 日ノ丸バス | 38：米子産業体育館前 | 競合路線                                                    |
| 4                        | 日ノ丸バス          | 40：米子鬼太郎空港（外浜線） 41：境港駅（外浜線） 45：下葭津・体育館前（内浜線） 46：高専・中彦名（内浜循環線） 47：高専前                | 「46」「47」は平日のみ運行 「47」の復路は外浜線経由米子駅行 |
| 5                        | 日交バス            | 51：下市入口 52：今津 53：大山口駅・大山寺 55：まいにちループ左回り（皆生日吉津循環線） 56：本宮 57：大山寺 58：福万・日下 59：水浜・遠藤 | 「53」の大山寺行は一部のみ運行                              |
| 6                        | 日ノ丸バス          | 61：溝口・谷川 62：日野病院 65：岩屋谷 66：永江団地・米子高校 67：御内谷                                                                  |                                                             |
| 6                        | イエローバス        | 7：広瀬 14：赤屋・上小竹 | 両系統共に祇園町日ノ丸前まで降車不可                        |
| 7                        | 日ノ丸バス          | 71・72：法勝寺・下鴨部日ノ丸車庫 76：榎原・大袋・米子高校 77：米子高校・永江団地 AP：米子鬼太郎空港連絡バス（空港リムジンバス）           | 「76」は平日のみ運行                                        |
| 0 （米子市文化ホール前） | 日ノ丸バス          | 01・02：祇園町車庫 |                                                             |
| だんだん広場前           | 日ノ丸バス          | ウインズ米子無料送迎バス | 競馬開催日のみ運行                                          |
| 米子駅南口1番乗り場      |                     | とっとり花回廊シャトルバス | 米子駅南口開業に伴い、2023年8月1日に開設                    |

- 日ノ丸バス米子松江線は2020年9月30日をもって運行終了、翌日廃止となった。そのため、同区間はイエローバス・一畑バス・松江市バスで補完することになる。
- 日ノ丸バス隠岐汽船接続バスは2024年1月5日をもって運行終了、翌日廃止となった。そのため、同区間は日ノ丸バスの外浜線・はつみ交通の隠岐汽船連絡バスで補完することになる。

##### 高速バス
| のりば | 運行事業者                                                     | 路線・行先 | 備考                 |
| ------ | -------------------------------------------------------------- | --- | -------------------- |
| 9      | JRバス中国                                                     | 出雲・松江・米子ドリーム名古屋号：名古屋（名古屋駅新幹線口）                                                                                             | 夜行便               |
| 9      | 日本交通 (鳥取県) 京阪バス                                     | 米子エクスプレス京都号：京都（京都駅八条口） |                      |
| 9      | 日本交通 (鳥取県) 日本交通 (大阪府)                            | 山陰特急バス：大阪（大阪国際空港・なんば (OCAT)・弁天町・USJ / 梅田（阪急三番街高速バスターミナル））/ 神戸（三宮バスターミナル）・大阪（なんば (OCAT)） | 神戸・大阪行は夜行便 |
| 9      | 日本交通 (鳥取県) 日本交通 (神戸市)                            | 山陰特急バス：神戸（三宮バスターミナル） |                      |
| 9      | 一畑バス 日ノ丸自動車 中鉄バス 両備ホールディングス JRバス中国 | ももたろうエクスプレス：岡山（岡山駅西口） |                      |
| 9      | 日本交通 (鳥取県) 日ノ丸自動車 広島電鉄                        | メリーバード号：広島（大塚駅・広島バスセンター・広島駅新幹線口）                                                                                         |                      |

- 「オオクニヌシ号」（出雲 - 松江 - 米子 - 鳥取線[38] → 松江 - 米子 - 鳥取線）は2017年8月4日から運行区間が短縮され、2019年2月28日の運行をもって廃止となった[39]。
- 「キャメル号」（米子 - 東京線）は2020年7月20日より運休となり、運行再開されることなく2021年3月16日をもって廃止となった。
- 「大山号」（鳥取 - 福岡線）は2023年1月8日をもって廃止となった[40][41]。

#### 米子駅南口（駅南広場）
米子駅南口開業に伴い新設されたバス停で、
一部の高速バスが停車する。

##### 高速バス
- ベイラインエクスプレス
  - WILLER EXPRESS：東京（バスタ新宿）※夜行便
- 帝産観光バス
  - WILLER EXPRESS：大阪（WBT大阪梅田・USJ）

#### 米子市文化ホール前（イオン米子駅前店向かい）
イオン米子駅前店向かいにあるバス停で、一部の高速バスが停車する。

##### 高速バス
- オー・ティー・ビー
  - オリオンバス：東京（東京駅鍛冶橋駐車場）※夜行便
- ツーリストバス
  - ツーリストバス：横浜 (YCAT) ・東京（秋葉原駅）・千葉（プレナ幕張）※夜行便。当面の間運休中

## 隣の駅
※特急列車については各列車記事を参照のこと。
西日本旅客鉄道（JR西日本）
  山陰本線・ 伯備線（伯備線は伯耆大山駅まで山陰本線）
- 特急「やくも」「スーパーまつかぜ」「スーパーおき」・寝台特急「サンライズ出雲」・観光列車「あめつち」停車駅

■快速「とっとりライナー」
伯耆大山駅  - 米子駅
■普通
東山公園駅 - 米子駅 - 安来駅
 境線（全定期列車が各駅に停車）
米子駅（ねずみ男駅） - 博労町駅（コロポックル駅）

#### 広報資料・プレスリリースなど一次資料
1. 1 2  『平成27年3月時刻改正 新しい輸送サービスのご案内 鉄道へのモーダルシフトの大きな“うねり”にお応えします』（PDF）（プレスリリース）日本貨物鉄道、2014年12月19日。オリジナルの2019年10月11日時点におけるアーカイブ。2020年10月29日閲覧。
2. 1 2  山陰線（出雲市～伯耆大山駅間）、伯備線（根雨駅、生山駅、新見駅）ICOCAご利用開始日・自動改札機ご利用開始日決定! - 西日本旅客鉄道（2016年10月18日付）
3. 1 2 3  『がいなロード（米子駅南北自由通路）令和5年7月29日開通 米子駅新駅舎、新駅ビル同日オープン』（PDF）（プレスリリース）米子市、西日本旅客鉄道、山陰開発、2023年4月12日。オリジナルの2023年5月18日時点におけるアーカイブ。2023年5月18日閲覧。
4. 1 2  『～JR 米子駅の発車メロディで「ヒゲダン」が流れます！～』（PDF）（プレスリリース）西日本旅客鉄道、2024年2月9日。2024年4月8日閲覧。
5. ↑  JR境線 米子駅が「ねずみ男駅」に（近況） - げげげ通信（水木プロダクション、2005年3月17日付、2013年4月23日閲覧）
6. ↑  パブリックコメント資料（計画案） (PDF, 2.22 MB)  - 米子市（2016年9月25日閲覧）
7. ↑  湊山公園（体育施設） - 米子市（2013年4月23日閲覧）
8. ↑  米子市児童文化センター（公式サイト） ※「ご案内」を参照。

#### 統計資料
1. ↑  交通 - 米子市